# Cummington (Massachusetts)
Cummington es un pueblo ubicado en el condado de Hampshire en el estado estadounidense de Massachusetts. En el Censo de 2010 tenía una población de 872 habitantes y una densidad poblacional de 14,62 personas por km².

## Geografía
Cummington se encuentra ubicado en las coordenadas 42°27′56″N 72°55′6″O / 42.46556, -72.91833. Según la Oficina del Censo de los Estados Unidos, Cummington tiene una superficie total de 59.65 km², de la cual 59.32 km² corresponden a tierra firme y (0.56%) 0.33 km² es agua.
En el 2007 un lanzador de béisbol Matt White descubrió unos 2 billones de dólares de piedra goshen en su propiedad recién comparada en este pueblo.

## Demografía
Según el censo de 2010, había 872 personas residiendo en Cummington. La densidad de población era de 14,62 hab./km². De los 872 habitantes, Cummington estaba compuesto por el 97.82% blancos, el 0.34% eran afroamericanos, el 0% eran amerindios, el 0.11% eran asiáticos, el 0% eran isleños del Pacífico, el 0.69% eran de otras razas y el 1.03% pertenecían a dos o más razas. Del total de la población el 1.38% eran hispanos o latinos de cualquier raza.